# ヒカルド・アルメイダ
ヒカルド・アルメイダ（Ricardo Almeida、1976年11月29日 - ）は、アメリカ合衆国ニューヨーク州ニューヨーク出身の男性総合格闘家。ヘンゾ・グレイシー柔術アカデミー所属。ブラジリアン柔術四段。元ミドル級キング・オブ・パンクラシスト。
柔術家のフラビオ・アルメイダは実弟。

## 来歴
ニューヨークにブラジル系アメリカ人として生まれ、3歳でブラジルへ移住。15歳のとき、友人に誘われてリオデジャネイロ市にあるグレイシー・バッハ・アカデミーでブラジリアン柔術を始める。17歳からは柔術のコーチも始め、アメリカに移住してからはヘンゾ・グレイシー柔術アカデミーでクラスを持っていた。
2001年4月、アブダビコンバットに出場。99kg未満級の決勝でヒカルド・アローナに敗れ、準優勝。無差別級では準決勝でジャン・ジャック・マチャドに敗れ、3位決定戦でもビクトー・ベウフォートに敗れ4位となった。
2002年からはパンクラスに参戦し、渋谷修身、美濃輪育久、佐々木有生、三崎和雄という日本選手を下した。
2003年11月30日、ミドル級（-82kg）キング・オブ・パンクラス タイトルマッチでネイサン・マーコートと対戦し、フロントチョークで一本勝ちを収め王座獲得に成功した。
2004年5月23日、PRIDE 武士道 -其の参-で長南亮と対戦し、判定勝ち。
2004年7月13日、総合格闘技から引退し柔術の指導者になるとして、キング・オブ・パンクラス王座を返上した。

### UFC復帰
2008年2月2日に現役復帰し、約4年ぶりの総合格闘技復帰戦となったUFC 81でロブ・ヤントにフロントチョークで一本勝ち。
2009年4月1日、UFC Fight Night: Condit vs. Kampmannでマット・ホーウィッチに判定勝ち。8月8日、UFC 101でケンドール・グローブと対戦し、判定勝ち。11月21日、UFC 106でジョン・フィッチと対戦予定であったが、負傷により欠場となった。
2010年3月27日、ウェルター級転向初戦となったUFC 111でマット・ブラウンと対戦し、チョークスリーパーで一本勝ち。
2010年8月7日、UFC 117でマット・ヒューズと対戦し、変形アナコンダチョークで一本負けを喫した。
2011年3月19日、UFC 128でマイク・パイルと対戦し、0-3の判定負け。試合後にFacebookで2度目の引退を表明した。
引退後はニュージャージー州アスレチック・コミッションでライセンスを取得し総合格闘技のジャッジを務めている。

## 人物・エピソード
- フランク・エドガーのトレーナーとしても知られる。おにぎりが大好物である[7]。

## 戦績
| 総合格闘技 戦績 | 総合格闘技 戦績 | 総合格闘技 戦績 | 総合格闘技 戦績 | 総合格闘技 戦績 | 総合格闘技 戦績 | 総合格闘技 戦績 |
| --------------- | --------------- | --------------- | --------------- | --------------- | --------------- | --------------- |
| 18 試合         | (T)KO           | 一本            | 判定            | その他          | 引き分け        | 無効試合        |
| 13 勝           | 0               | 5               | 8               | 0               | 0               | 0               |
| 5 敗            | 1               | 1               | 2               | 1               | 0               | 0               |

| 勝敗 | 対戦相手               | 試合結果                         | 大会名                                                                        | 開催年月日     |
| ×    | マイク・パイル         | 5分3R終了 判定0-3                | UFC 128: Shogun vs. Jones                                                     | 2011年3月19日  |
| ○    | TJ・グラント           | 5分3R終了 判定3-0                | UFC 124: St-Pierre vs. Koscheck 2                                             | 2010年12月11日 |
| ×    | マット・ヒューズ       | 1R 3:15 変形アナコンダチョーク   | UFC 117: Silva vs. Sonnen                                                     | 2010年8月7日   |
| ○    | マット・ブラウン       | 2R 3:30 チョークスリーパー       | UFC 111: St-Pierre vs. Hardy                                                  | 2010年3月27日  |
| ○    | ケンドール・グローブ   | 5分3R終了 判定3-0                | UFC 101: Declaration                                                          | 2009年8月8日   |
| ○    | マット・ホーウィッチ   | 5分3R終了 判定3-0                | UFC Fight Night: Condit vs. Kampmann                                          | 2009年4月1日   |
| ×    | パトリック・コーテ     | 5分3R終了 判定1-2                | UFC 86: Jackson vs. Griffin                                                   | 2008年7月5日   |
| ○    | ロブ・ヤント           | 1R 1:08 フロントチョーク         | UFC 81: Breaking Point                                                        | 2008年2月2日   |
| ○    | 長南亮                 | 2R（10分/5分）終了 判定3-0       | PRIDE 武士道 -其の参-                                                         | 2004年5月23日  |
| ○    | ネイサン・マーコート   | 1R 4:53 フロントチョーク         | PANCRASE 2003 HYBRID TOUR 【ミドル級キング・オブ・パンクラス タイトルマッチ】 | 2003年11月30日 |
| ○    | 三崎和雄               | 5分3R終了 判定2-0                | PANCRASE 2003 HYBRID TOUR                                                     | 2003年8月31日  |
| ○    | 佐々木有生             | 5分3R終了 判定3-0                | PANCRASE 2003 HYBRID TOUR                                                     | 2003年4月12日  |
| ○    | 美濃輪育久             | 5分3R終了 判定3-0                | PANCRASE 2003 HYBRID TOUR                                                     | 2003年2月16日  |
| ○    | 渋谷修身               | 1R 3:25 チョークスリーパー       | PANCRASE 2002 SPIRIT TOUR                                                     | 2002年11月30日 |
| ×    | アンドレイ・シモノフ   | 2R 2:01 TKO（右フック→パウンド） | UFC 35: Throwdown                                                             | 2002年1月11日  |
| ○    | ユージーン・ジャクソン | 1R 4:06 三角絞め                 | UFC 33: Victory in Vegas                                                      | 2001年9月28日  |
| ×    | マット・リンドランド   | 3R 4:21 反則（蹴り上げ）         | UFC 31: Locked and Loaded                                                     | 2001年5月4日   |
| ○    | 小路晃                 | 10分2R終了 判定4-0               | PRIDE.12                                                                      | 2000年12月9日  |

## 獲得タイトル
- 第1回アブダビコンバット 99kg未満級 準優勝（1998年）
- 第2回アブダビコンバット 99kg未満級 3位（1999年）
- 第3回アブダビコンバット 無差別級 3位（2000年）
- 第4回アブダビコンバット 99kg未満級 準優勝（2001年）
- 第4代ミドル級キング・オブ・パンクラス王座（2003年）